# Moulis
Moulis (Okzitanisch: Molins) ist eine französische Gemeinde mit 796 Einwohnern (Stand: 1. Januar 2022) im Département Ariège in der Region Okzitanien; sie gehört zum Arrondissement Saint-Girons, zum Gemeindeverband Couserans-Pyrénées und zum Kanton Couserans Ouest. Die Einwohner werden Moulisais/Moulisaises genannt.

## Geografie
Moulis liegt rund 77 Kilometer südsüdwestlich der Stadt Toulouse im Westen des Départements Ariège. Die Gemeinde besteht aus dem Dorf Moulis sowie zahlreichen Weilern, Streusiedlungen und Einzelgehöften. Moulis und Luzenac liegen am Fluss Lez. Moulis liegt innerhalb des Regionalen Naturparks Pyrénées Ariégeoises. Weite Teile der Gemeinde sind Bergland und bewaldet. Höchster Punkt der Gemeinde ist der Tuc des Pelades. Verkehrstechnisch liegt die Gemeinde an der D618 fernab von bedeutenden Verkehrsverbindungen.
Umgeben wird Moulis von den Nachbargemeinden Montégut-en-Couserans und Saint-Lizier im Norden, Saint-Girons im Nordosten und Osten, Eycheil und Lacourt im Osten, Alos im Südosten, Bethmale im Süden, Arrien-en-Bethmale im Südwesten, Castillon-en-Couserans und Engomer im Westen sowie Montgauch im Nordwesten.

## Geschichte
Die Gemeinde ist schon lange besiedelt. Dies belegen Funde aus gallo-römischer Zeit im Weiler Aubert. Im Mittelalter lag der Ort innerhalb der Provinz Couserans, die wiederum ein Teil der Provinz Gascogne war. Die Gemeinde gehörte von 1793 bis 1801 zum District Saint-Girons. Zudem lag Moulis von 1793 bis 2015 innerhalb des Kantons Saint-Girons. Die Gemeinde ist seit 1801 dem Arrondissement Saint-Girons zugeteilt. Die Gemeinde Moulis entstand in seiner heutigen Form zwischen 1790 und 1794 durch die Vereinigung der bisherigen Gemeinden Aubert, Luzenac, Montfaucon et Sour und Pouech mit Moulis. Ein Hochwasser im Juni 1875 zerstörte weite Teile der am Lez gelegenen Ortsteile. In Moulis wurden sowohl die Kirche wie der Friedhof überschwemmt.

## Bevölkerungsentwicklung
| Jahr                       | 1962 | 1968 | 1975 | 1982 | 1990 | 1999 | 2006 | 2019 |
| Einwohner                  | 1010 | 1013 | 847  | 828  | 798  | 759  | 796  | 757  |
| Quellen: Cassini und INSEE |      |      |      |      |      |      |      |      |

## Sehenswürdigkeiten
- Schloss Château des Tronques oberhalb von Moulis
- Römerturm (eigentlich Überrest eines Mausoleums), seit 1905 ein Monument historique[1]
- Kirche Saint-Jacques in Aubert
- Kapelle Notre-Dame(-de-l’Assomption) aus dem 12. Jahrhundert in Luzenac, seit 1961 ein Monument historique[2]
- Kirche Saint-Lizier in Moulis
- Kirche Saint-Jean-Baptiste in Pouech
- Denkmal für die Gefallenen[3]
- ehemaliger Marmorsteinbruch bei Aubert
- zahlreiche Höhlen (darunter Grotte du Portillou)
- zahlreiche Wegkreuze
- alte Wassermühle

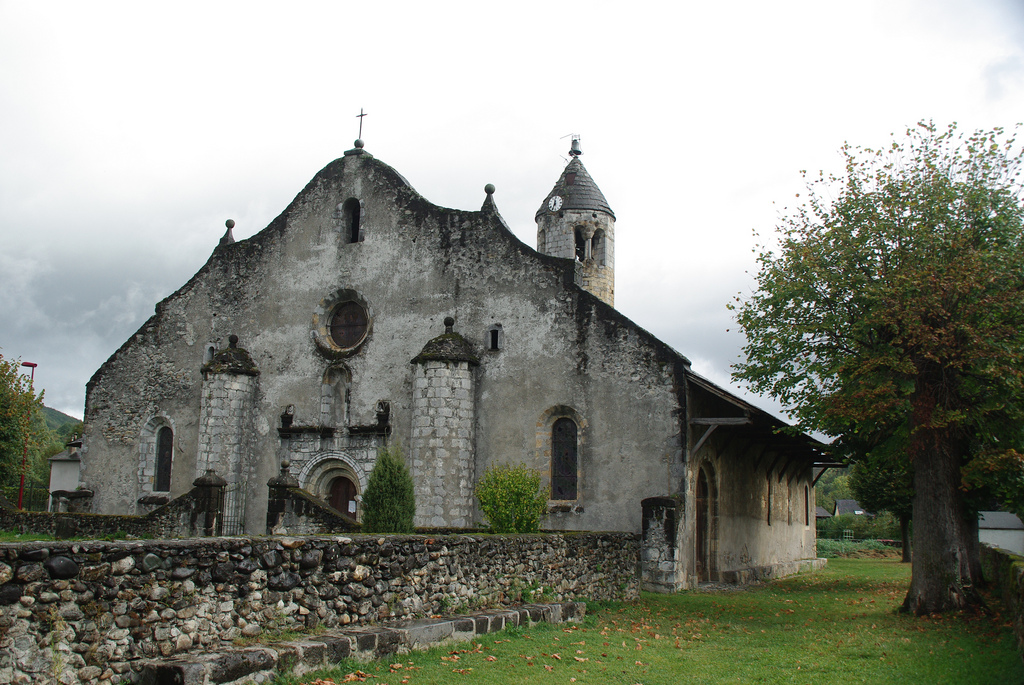
Kapelle Notre-Dame in Luzenac
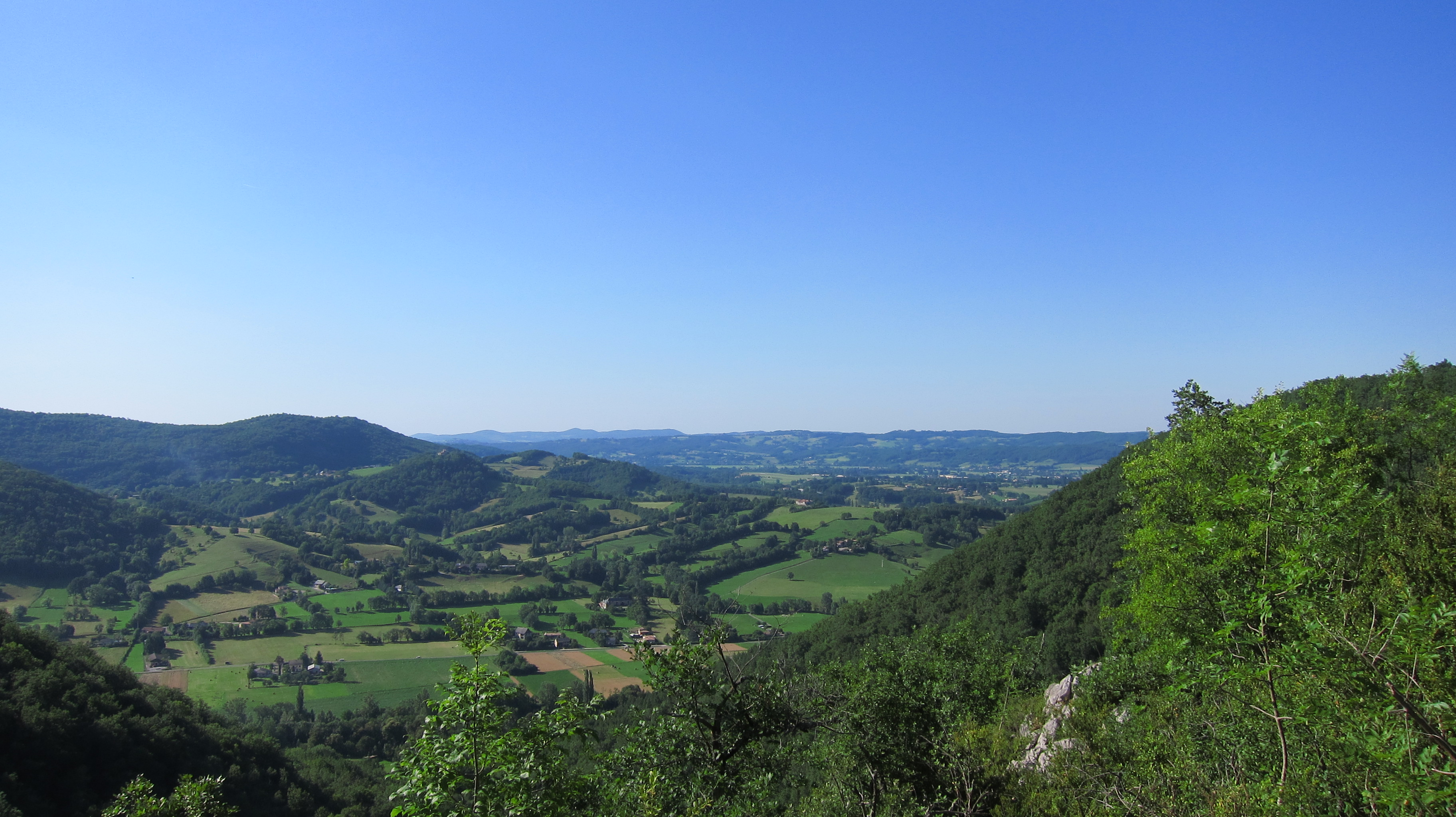
Blick auf das Vallée de Lez bei Moulis
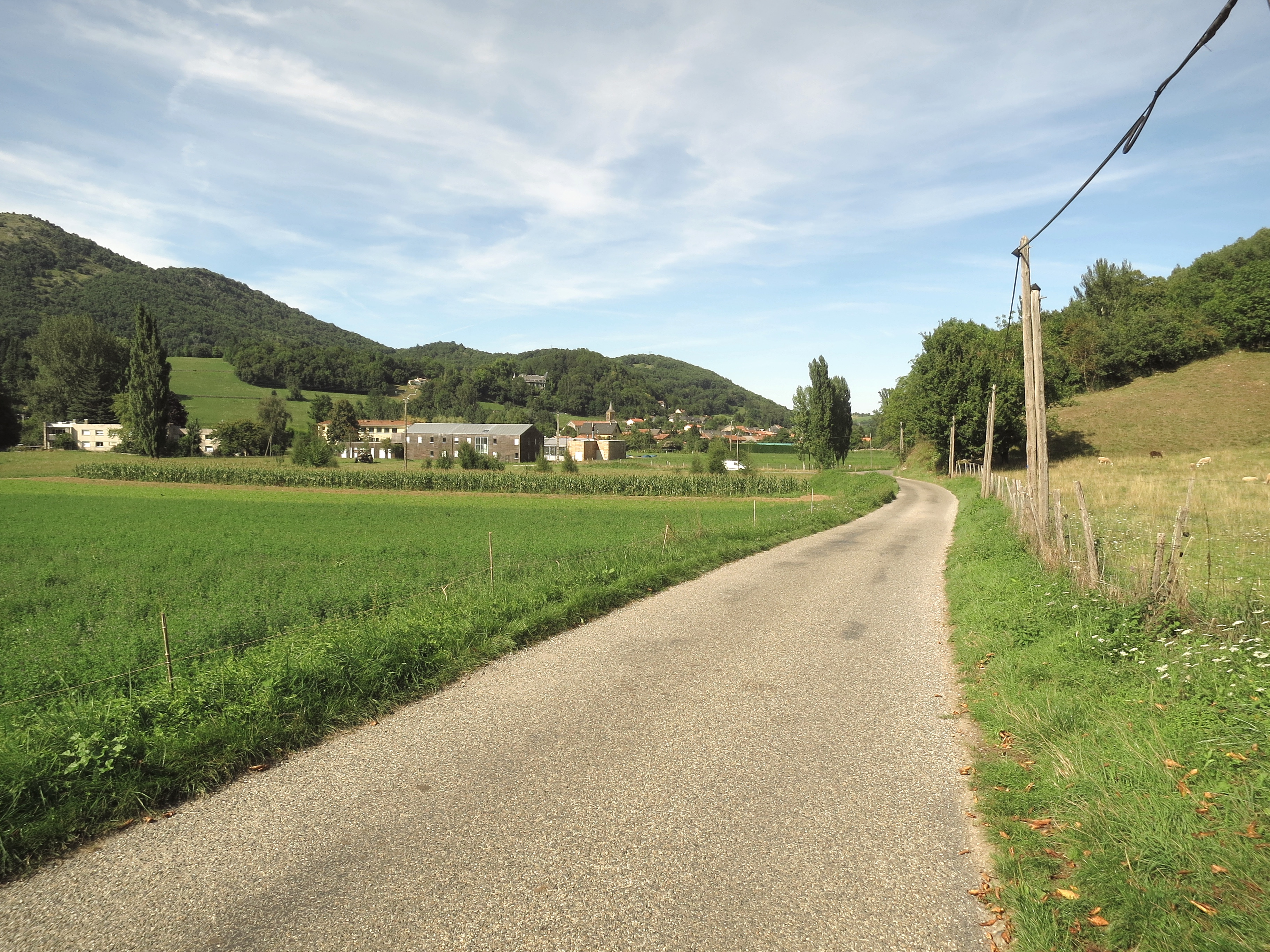
Blick Richtung Moulis
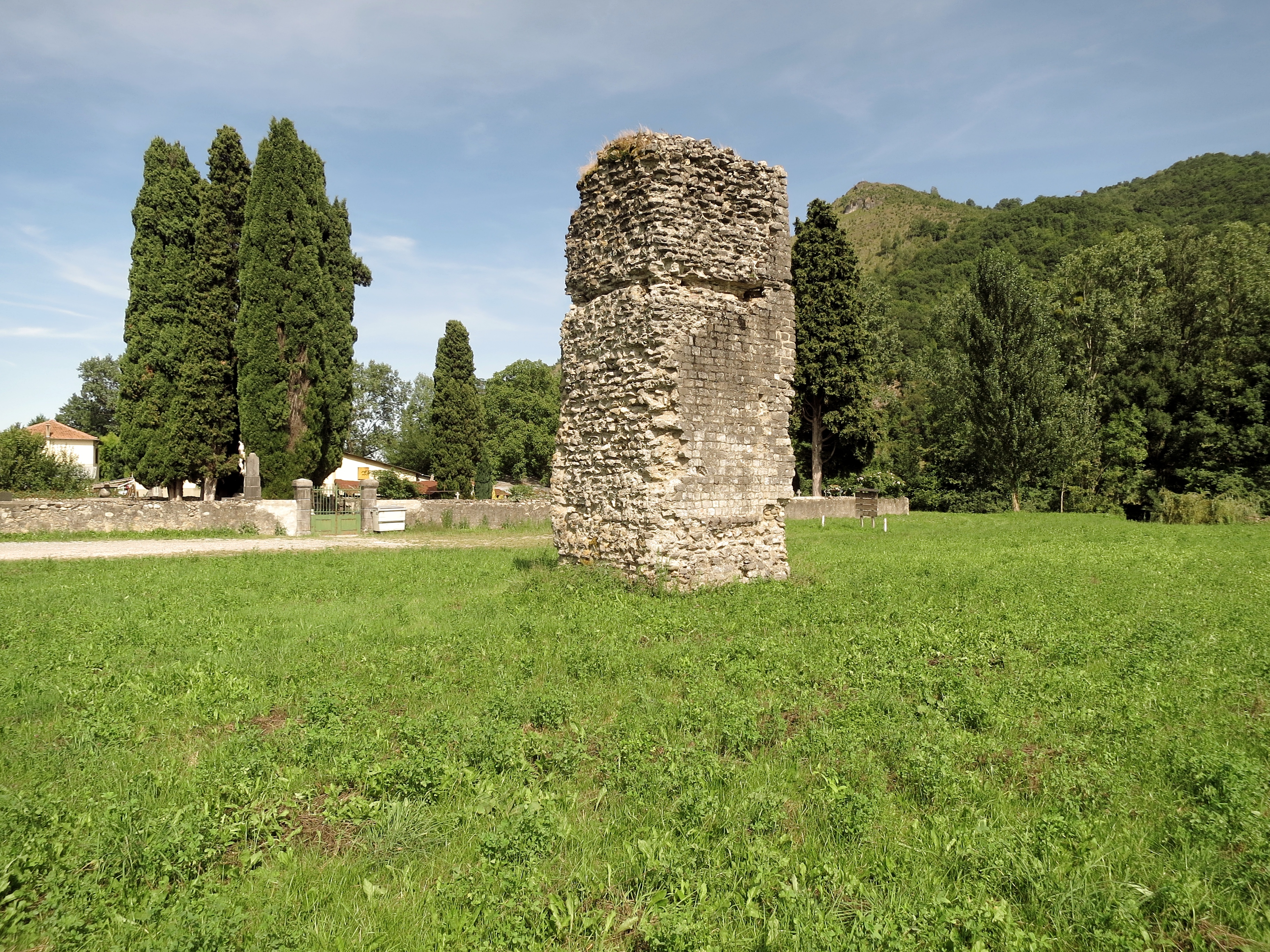
Römerturm
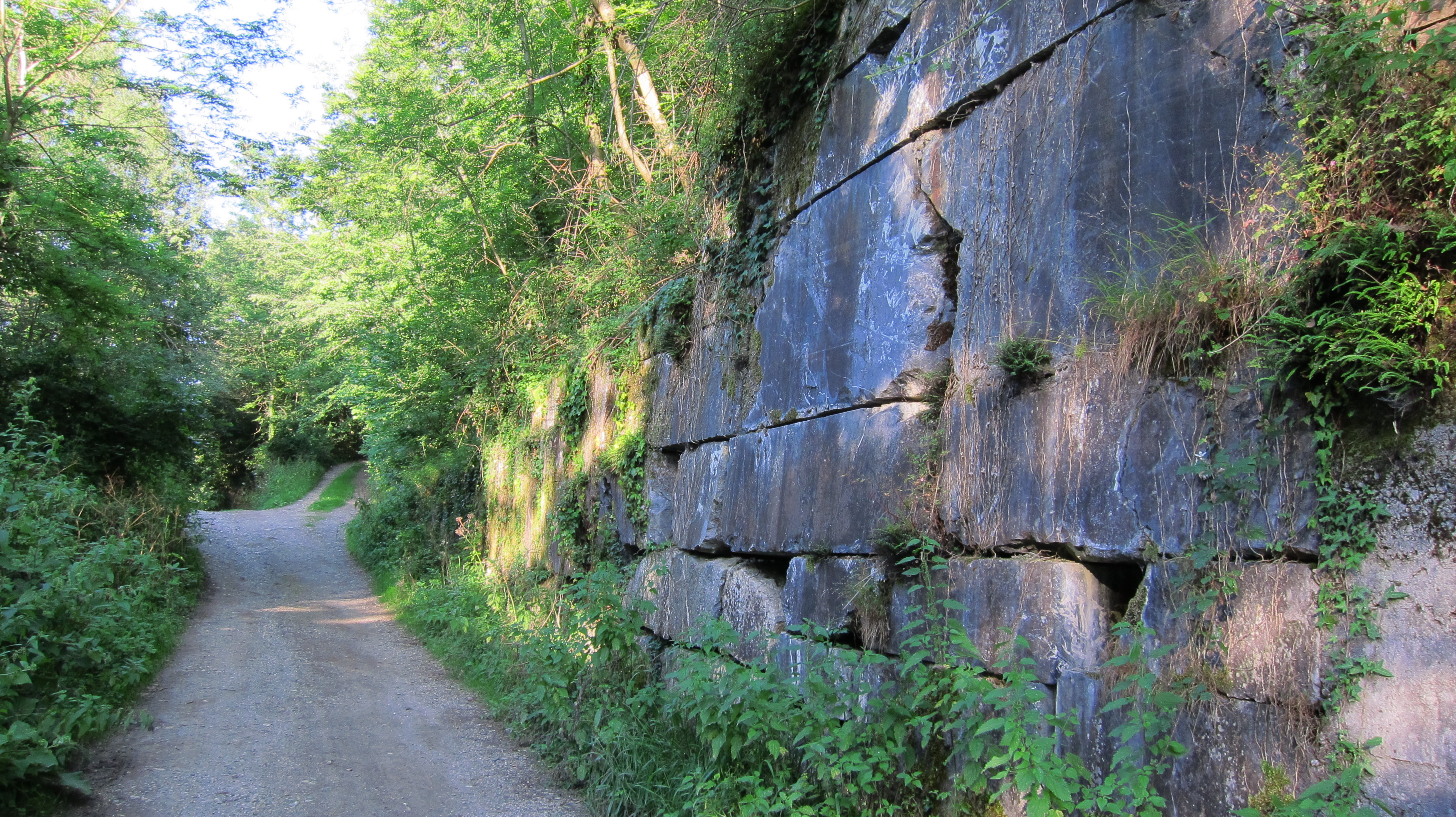
Ehemaliger Steinbruch bei Aubert
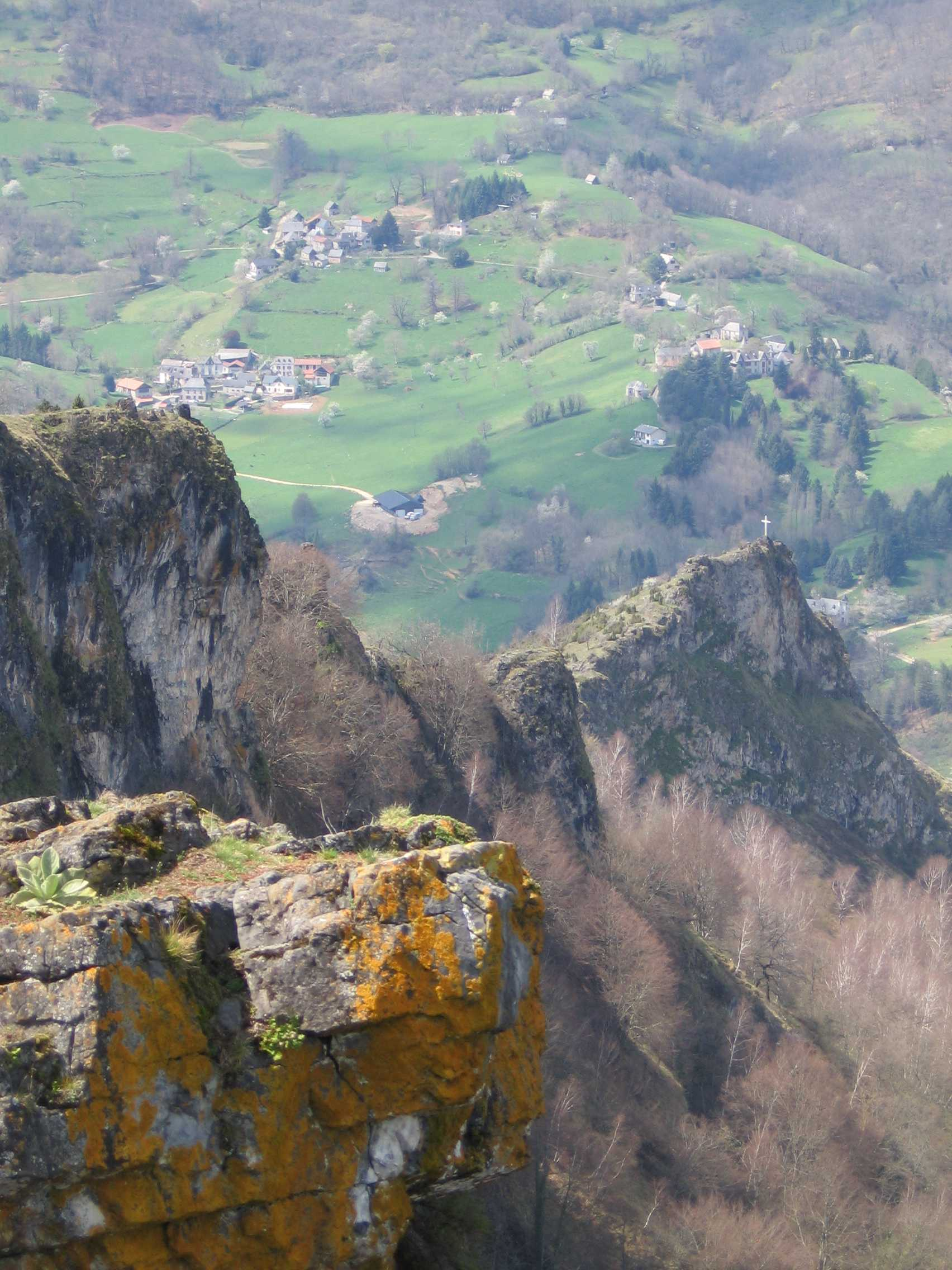
Blick vom Cap de la Pène ins Tal der Lez